# Луи XV
Луи ХV (на френски: Louis XV) е крал на Франция и Навара от 1715 до 1774 г. Известен е със своето неадекватно и некомпетентно управление, което сериозно намалява силата и престижа на френската монархия – както вътрешен, така и международен. В страната той не успява да разреши основните проблеми, които разделят френското общество: враждата между йезуити и янсенисти, господстващото положение на привилегированите класи; короната не съумява да ги накара да плащат справедлив дял от данъците. Институциите на стария режим остават твърде бюрократични и неспособни да отговорят на променящото се общество, което се развива бързо в идейно, културно и икономическо отношение. Нерешен и дори задълбочен остава конфликтът между краля и провинциалните парламенти, които защитават привилегиите.
На полето на международната политика Франция се развива възходящо през първата половина от управлението на Луи ХV. Разтърсената през Войната за испанското наследство могъща монархия бавно се съвзема по време на регентството и управлението на кардинал Фльори, като се съюзява с Великобритания и Обединените провинции срещу Испания. Франция участва успешно във Войната на четворния съюз и Войната за полското наследство. Дори когато променя курса и привлича Испания на своя страна (във Войната за австрийското наследство), успехите продължават. От 1744 до 1748 г. френските войски покоряват цяла Австрийска Нидерландия, което не са постигали дори при Краля Слънце. Когато Луи ХV неочаквано връща всичко завладяно, настъпва първото голямо разочарование от него.
Като единствен оцелял представител на Бурбоните през 1715 г., той се ползва с огромната обич на своя народ (наричан е Многообичан, Le Bien-Aimé). Това, че оживява и остава така дълго на престола, в началото се счита за голям късмет, както и фактът, че осигурява наследници. Престижът му се срива истински едва след пагубната Седемгодишна война, когато Франция губи Канада и постове в Индия за сметка на Великобритания. Армията търпи унизителни поражения. Влиянието на кралските фаворитки като мадам Помпадур и графиня дю Бари още повече отблъскват народа от него. Може да се каже, че именно неговото управление предпоставя бъдещата Френска революция.

## Ранни години

### Кризата на френското наследство
Луи ХV е правнук на Луи ХІV, внук на Луи, Великия дофин и син на Луи, херцог дьо Бургон и неговата съпруга Мари-Аделаид от Савоя. В дългия си живот Луи ХІV вижда смъртта на сина си (1711), на първородния си внук (1712), на друг от своите внуци (1714). 1712 г. е особено фатална, защото тогава след тежка болест умира Мари-Аделаид, после съпругът ѝ, който силно я обича, накрая и техният първороден син – Луи дьо Бретан (роден 1707 г.). Така цялото наследство на Краля Слънце, което допреди две години е изглеждало стабилно, се стопява. Остава само малкият двегодишен херцог на Анжу, известен по-късно като Луи ХV. Всички очакват и той бързо да почине, поради което Луи ХІV обмисля да предаде престола на някой от извънбрачните си синове.
Единственият друг жив наследник на френския престол е испанският крал Фелипе V, внук на Луи ХІV. Той обаче, след като приема испанския престол, се отрича от правата си върху френския, което е потвърдено от международни договори (виж Утрехтски мирен договор). Права има и Филип ІІ Орлеански, племенник на стария крал. Съгласно Утрехсткия договор той се отрича от всички претенции към испанския престол, но френският би бил негов, ако Луи почине без деца.
Луи ХV се ражда във Версай на 15 февруари 1710 г. с титлата херцог д’Анжу. Две години по-късно става дофин, тоест престолонаследник. Когато родителите му умират от дребна шарка, се оказва, че и той, както и по-големият му брат, са заразени. Лекарите подхождат с пускане на кръв, но състоянието на децата се влошава. Тогава гувернантката на по-малкото мадам дьо Вентадур спира тези процедури, смятайки, че са злоумишлени. С огромна майчинска грижа тя остава при детето и този период на постоянна закрила се отразява върху личността на бъдещия крал. Удивителен факт е, че той оцелява, а тя е обявена за спасителка на династията. Луи XV е толкова привързан към гувернантката си, че дори я нарича „Мама Вентадур“. Когато Луи ХІV умира на 1 септември 1715 г., неговият правнук наследява трона.

### Регентството на Филип Орлеански (1715 – 23)
В завещанието си Луи ХІV определя за регент на малкия си наследник Орлеанския херцог Филип. В последния момент той прибавя в числото на регентите двамата си извънбрачни синове – херцог дю Мен и граф дьо Тулуз. Причината е, че Орлеанският херцог е независимо мислещ човек, привърженик на янсенизма (критично движение спрямо ортодоксалната католическа църква, обявено за ерес) и идеен противник на краля. Аристокрацията на шпагата (старата родова аристокрация) се надява чрез него да се ограничи апаратът на абсолютната власт и да си върне някогашната независимост. Ето защо Парижкият парламент отхвърля промените в завещанието и го превръща в единствен регент. С този преврат се установява равновесие, което продължава докато през 1723 г. Луи ХV навършва пълнолетие (на 13 години, според тогавашните разбирания). Накрая Филип става премиер министър (август-декември 1723) преди неочаквано да умре.
Регентът обаче не възвръща правата на благородниците, нито позволява на парламента да управлява. След като няколко пъти са блокирани негови финансови мерки, той изпраща парламента в изгнание в Понтоаз. Те се сблъскват и по религиозните въпроси – Филип, от държавнически съображения, смята да въведе в действие издадената папска була срещу янсенистите, докато парламентът се възпротивява. В същото време Филип предприема нестандартни финансови ходове, за да реши стария проблем на короната с недостига на пари. Той се доверява на шотландския финансист Джон Лоу, прави го финансов министър и в обращение се пускат книжни пари, непокрити с достатъчно злато и сребро. В началото това раздвижва икономиката, но скоро парите се обезценяват и схемата рухва. Въпреки това икономиката се съживява след изтощителните войни на Краля Слънце и се развива с бързи темпове.
Външната политика през този период е в ръцете на абат Гийом Дюбоа. Тя е ориентирана към съюз с Великобритания, за да се усмирят амбициите на Испания за реконкиста в Италия. Филип Орлеански има всички основания да се страхува от опитите на Фелипе V да вземе френския престол. Дюбоа и английският премиер Станхоуп създават с Обединените провинции троен, а после (след присъединяването на Австрия) – и четворен съюз. Съюзът успешно блокира операцията на испанците в Сицилия (1716 – 1718) и независимо от близките роднински връзки, французите нахлуват в испанските предели. След мира от 1720 г. приятелството с Испания се възстановява, а кралят е сгоден за една от дъщерите на чичо си.

### Брак с Мария Лешчинска
След смъртта на Филип д’Орлеан пръв министър става друг кръвен принц – Луи Анри дьо Бурбон, който всъщност е глава на рода Конде (праправнук на Великия Конде). Неговата първа задача е да намери съпруга на младия крал, за да осигури продължаването на династията и по този начин да възпре възхода на Орлеанския дом. Той обсъжда списък с 99 принцеси, включително от Холандия, Португалия, Дания, Лотарингия и две негови сестри. Той се спира на дъщерята на полския аристократ Станислав Лешчински – Мария. Лешчински се появява като марионетка на шведския крал Карл ХІІ и от 1704 до 1710 г. е обявен за полски крал. След битката при Полтава той бяга във Франция и остава да живее в Елзас. Там с него се запознава маркиза дьо При – фаворитката на Бурбон. Именно тя харесва Мария Лешчинска и урежда сватбата ѝ с краля.
Бедна и от далечен род, Мария не е и сънувала да стане френска кралица. Тя се премества в Страсбург, където под ръководството на маркизата е подготвена за високата чест. Сватбата се състои през септември 1725 г. в прочутата страсбургска катедрала. На пищната церемония смутените младоженци носят бляскави дрехи, а на гърдите на булката искри прочутият диамант Le Régent. Цялата градска знат е дошла да ги види, но „те не се възхищаваха на дрехите и диамантите, а на нейната скромност, добронамереност и нежност – качества по-хубави от самата хубост“. Присъстват и стотици видни личности от Версай и Париж. След това кралската двойка вечеря пред събраното множество и наблюдава фойерверки. В този момент кралят е едва 15-годишен, а новата кралица е със седем години по-възрастна.
Още от деня на сватбата си Многообичаният Луи се заема да осигури наследниците, които цялата страна очаква. Той се влюбва в своята кралица, затова не му е трудно да постигне бърз резултат – през 1727 г. се ражда първата му дъщеря, а през 1729 – син на име Луи, с което за първи път от 1712 г. монархията получава дофин. Радостта сред народа и всички слоеве е огромна. Момчето оцелява и доживява достатъчна зрялост, за да има на свой ред синове.

### Личността на Луи ХV
Противоречиви са оценките за качествата на френския крал. Зад всеобщата представа, наложена от френските историци през ХІХ в., за един напълно покварен и безотговорен човек се крие личност, която не е за подценяване. Христо Глушков го описва като „интелигентен човек, добре ориентиран в европейската политика и френската администрация, но допуснал до управлението интриганти, ласкатели и фаворитки, които сериозно накърнили авторитета на кралската власт.“ Силно критично е описанието на Е. Уилямс: „Кралят може и да беше красив, благороден и елегантен, но беше и твърде мързелив и самовлюбен, за да се превърне в разумния монарх, за който се представяше. Ловът и жените така запълваха дните му, че той нямаше сили и желание за тежките всекидневни задължения на отговорния владетел…“ Това се допълва от впечатлението на кардинал дьо Тенсин: „Онова, което става в кралството, не представлява никакъв интерес за него. На заседанията на съвета той демонстрира пълна незаинтересованост и приема всички предложения, които му се отправят, като апатията го принуждава да върви по пътя на най-малкото съпротивление.“
В масовото съзнание той се свързва най-вече с прочутите си фаворитки и с фразата „След нас и потоп“ (Après nous, le déluge), за която по-новите изследвания отчитат, че е извадена от контекста и че не представя действително отношението му.
Недостатъците му като владетел нямат отношение към неговите качества като съпруг, баща и човек. Известно е например, че през първите години след брака си остава верен на съпругата си и дори когато този период приключва, той е все така грижовен към нея. Той е достатъчно умен, за да поддържа по-късно приятелство с маркиза дьо Помпадур много след като са приключили сексуалните им отношения.
След смъртта му маршал дьо Крой пише: „Той никога не изрече лъжа… Беше учтив, отличен баща и изобщо – най-честният човек на света. Обичаше да учи и беше много компетентен по астрономия, физика, химия и ботаника. Никога не каза нищо грубо или обидно… Единственото, което му липсваше, беше умението да решава сам.“

## Френската монархия при Луи ХV

### Обществено устройство
С възцаряването на Луи ХV започва втората фаза от т.нар. стар режим във Франция. Това е съсловно общество, при което произходът определя социалния статус, а не личните качества и богатството. Само че през ХVІІІ в. трите стари съсловия – аристокрация, духовници и селяни – са изменени спрямо средновековието, от което произлизат. Към старата наследствена и титулувана аристокрация (или аристокрация на шпагата) се добавят новите аристократи, които получават титли като награда за заслугите си или просто ги купуват. Но тази аристокрация на тогата, появила се при Луи ХІV, е презирана от класическите знатни. Съсловието на селяните също вече се е развило в най-различни групи и се нарича по-общо Третото съсловие. Тук вече има богати търговци, манифактуристи, адвокати, както и бедни работници и селяни. Всъщност, в най-голяма степен, обществото се дели на привилегировани и непривилегировани. Разликата между тях е в това дали плащат данъци или не. Най-голямото предизвикателство пред управляващите във Франция е да наложат справедлив модел на събиране на данъците – нещо, което те не правят (включително поради липсата на централна банка) и така не отвръщат адекватно на общественото развитие.
Франция при Луи ХV безспорно е абсолютна монархия, при която всичко в обществения, политическия и стопанския живот зависи от волята на краля, но това не означава, че няма опозиционни структури. Регионалните парламенти, начело с Парижкият, продължават през цялата епоха да се борят за дял във властта и да оспорват кралски решения. Събранието на духовниците си поставя подобни цели. През 1771 г. парламентите са разпуснати, но това е твърде закъсняла мярка. В духовно отношение главна алтернатива на властта са янсенистите, противници на католическата църква. Кралят опитва да се справи с тях, но се сблъсква с популярността им сред чиновниците и новите аристократи.

### Кралят и неговите министри
През по-голямата част от управлението си Луи ХV се доверява на различни министри и им позволява да ръководят страната по свое усмотрение. Връзки, интриги и борба за власт, която той не опитва да ограничи, са най-честите фактори за издигането и падането на тези министри. Понякога това са безотговорни хора, които поставят личните си интереси над държавните, но има и случаи, когато изборът на краля е сполучлив. За разлика от своя велик предшественик Луи ХV се оказва неспособен да управлява сам и въпреки че има период на „лично управление“, всъщност не той взема решенията.
От 1726 до 1743 г. Франция е управлявана от миролюбивия и разумен кардинал Фльори, бивш наставник на Луи. Луи го избира за пръв министър, защото по това време има респект към възрастните и опитни хора и защото като учител Фльори се е отнасял добре с него. Кардиналът показва на краля ползите от стабилността в управлението – той запазва 12 години на поста финансовия министър Филибер Ори и десет години – външния министър Жермен Шовлен. С разум и спокойствие правителството понижава държавния дълг, реорганизира данъчната система и разширява четирикратно външната търговия. Това е време на строеж на нови пътища и канали и в средата на века Франция се счита за образец по отношение на транспортната си система. При Фльори (от 1737 г.) започват изложения на картини и други произведения на изкуството, наречени „салони“. Започва разцвет на културата. Френската академия получава по-голяма държавна подкрепа. Кралската ботаническа градина получава статут на научна институция, оглавена от големия естествоизпитател Бюфон. Впоследствие се откриват и други академии – за медицина, за флота и за земеделие.
След смъртта на Фльори през януари 1743 г. херцог дьо Ноай показва на краля писмо от Луи ХІV до внука му Филип д’Анжу, в което го съветва да се вслушва в мнението на останалите, но сам да взема решенията. Впечатленият Луи ХV обявява начало на личното си управление, доверявайки се на двама ключови министри: Машо д’Арнувил (на финансите) и граф д’Аржансон (на армията). След края на Войната за австрийското наследство д’Арнувил се опитва да наложи данъка vingtième на всички съсловия, но не успява – привилегированите, с решителната подкрепа на парламентите, отхвърлят идеята. Данъкът остава само за селяните и дори е повишен на два пъти по време на Седемгодишната война.
На 5 януари 1757 г. един луд на име Робер-Франсоа Дамиен извършва покушение над Луи ХV. Той си пробива път през стражите и го ранява отстрани с малък нож. Въпреки обилната загуба на кръв, кралят се възстановява бързо, но събитието се отразява на настроението му. От този момент той по-често е замислен и често споменава убиеца на Анри ІV – Раваяк. Дамиен е подложен на мъчения, за да обясни постъпката си, но без резултат. После е съден от Парижкия парламент, който в този случай показва лоялност и го изпраща на смърт.
От 1758 до 1770 г. правителството е доминирано от херцог дьо Шоазьол, препоръчан от мадам Помпадур. Той заема различни постове, впоследствие включва свои роднини и съмишленици и по този начин здраво заема властта. Най-значимото събитие през неговото управление е отстраняването на йезуитите през 1764 г. Това явление, което засяга цяла католическа Европа, се корени в твърде силното влияние на ордена, неговата интернационалност и автономност, което противоречи на стремежите на националните държави към реформиране и централизация на образованието. Във Франция йезуитите имат около 150 училища, включително най-добрите колежи, а техни ученици са Волтер и Дидро. Атаката е подета от парламентите, които от 1762 г. започват да забраняват дейността им в своите провинции. Дворът се разделя по въпроса, но накрая Луи се вслушва в съвета на Помпадур и Шоазьол и разширява забраната върху цялото кралство.
В последните години от управлението на Луи ХV, особено след края на Седемгодишната война, финансовото състояние става най-важният въпрос във Франция. Кралят отдава доверието си на умния икономист Франсоа Кене, който предлага либерализация на пазара на жито, тоест безмитна търговия в границите на кралството. През 1763 – 1764 г. правителството създава комитет по земеделието и позволява от 36 пристанища да се търгува свободно. Това понижава цените на зърното – сериозен проблем в Париж, – но в следващите години с лоши реколти се повишават отново. През 1770 г. Шоазьол е уволнен и Луи се решава на мащабна реформа. Канцлерът Мопу отнема правата на парламентите и въвежда нови съдилища, в които съдиите са на заплата. Следващата стъпка обаче – облагането на привилегированите – се оказва неизпълнима. Когато кралят умира, той оставя острият въпрос с дефицита нерешен. Проблемът е, че и неговият наследник не може да го реши. Тази липса на воля е пряката причина за революцията от 1789 г.

### Кралят и неговите фаворитки
Подобно на предшественика си, Луи ХV има много извънбрачни връзки, които не се притеснява да афишира. И също като него, той оставя любовниците си да се месят в управлението. В началото той е силно привързан към съпругата си, но нейната непрекъсната бременност и грижи за децата му дават основание да потърси заместничка. Впоследствие кралят става известен с безбройните жени, минали през леглото му. Оказва се, че той е много харесван мъж и че заедно с лова жените са любимото му развлечение.

През 1738 г. Мария Лешчинска изгубва дете и лекарите ѝ препоръчват да се въздържа от интимност известно време. След като получава отказ, кралят никога повече не прекарва нощта с нея. Негова първа любовница става Луиз Жули дьо Майи, придворна дама на кралицата, след което кралят има връзки с двете ѝ сестри – Полин Фелисите и Мари Ан. Първата умира при раждането на дете от него, а втората става негова официална фаворитка (1742). Той ѝ дава титлата графиня на Шатору. Тя изглежда всемогъща за няколко години, след което на хоризонта изгрява прочутата маркиза Помпадур. Тя е родена с името Жан-Антоанет Поасон, дъщеря на финансист с буржоазен произход. Отгледана е от богатия си чичо-банкер, който ѝ урежда брак с Шарл Гийом д’Етиол, собственик на имение точно до ловната гора на краля. Това отваря пред младата дама вратите към висшето общество, но не и към двора. Едва след смъртта на графиня дьо Шатору Жан-Антоанет успява да си уреди присъствие на кралски бал (февруари 1745). Изглежда, че усилията ѝ да се срещне с краля са били съвсем целенасочени и носят очаквания успех. Скоро тя вече е новата фаворитка, каквато остава до смъртта си 20 години по-късно. Става толкова влиятелна, че може да назначава и сваля министри (тя назначава могъщия после Шоазьол, както и Волтер – за придворен историограф), да напътства краля във вътрешната и външната политика. Дори след края на интимните им отношения, те остават приятели и той продължава да се допитва до нея по всякакви въпроси.
Жан-Антоанет получава титлата маркиза дьо Помпадур. Тя става голям покровител на изкуствата и науките. С нейната намеса се появява стилът Рококо. По нейно желание е изграден площад Конкорд в Париж. Тя издига до върха интелектуалци като Жорж Бюфон, Франсоа Кене, Дени Дидро и Шарл Дюкло. Събира си огромна колекция от картини и защитава проекта на Енциклопедията от атаките на църквата. Вероятно успява да приобщи краля към някои от идеите на Просвещението. За да задоволи желанието на Луи за млади момичета и за да се застрахова от съпернички, тя създава известната вила в Парка на елените. За около десетилетие тя става тайното място за сексуални срещи на краля. Внимателно са подбирани красиви, но не особено умни девойки, за които маркизата знае, че не могат да я застрашат.
Смъртта на Помпадур през 1764 г. поставя началото на кратък период на борби за мястото ѝ. Кралят е привлечен от 33 години по-младата от него Мари-Жан Бари. Превръщането ѝ в кралска фаворитка е въпрос на политически борби. Граф дю Бари иска да я постави на върха на управлението, за да победи стария си враг Шоазьол. Той предлага на краля да я омъжат за брат му, за да получи аристократична титла (1768), след което, без да му позволят дори първа брачна нощ, го отпращат. Връзката на Луи ХV с младата графиня се случва въпреки ненавистта на повечето дами в двора. Графиня дю Бари го надживява и загива на гилотината по време на революцията.

### Просвещението
През управлението на Луи ХV започва забележителен възход на френската обществена и философска мисъл, наречен просто Светлина (lumière), а на български език известен като Просвещение. Това не е само френско, а общоевропейско явление, но безспорно най-значимите произведения се появяват във Франция. „През този век умовете се просветиха много повече, отколкото през всички предишни“, твърди един от просветителите – Волтер. Просвещението се случва при крал, който е чужд на умствените занимания и не допринася за всеобщия напредък на мисълта. Мадам Помпадур е много повече привлечена от идеите на просветителите и тя става връзка между тях и краля.
Просвещението не е единно явление, не се откриват особени връзки и влияния между просветителите. Идеите им са разнопосочни, има умерени и крайни, критични към короната и критични към обществото, но едно обединява всички – преклонението към разума и отричането на религиозните предразсъдъци. Дейците на това явление са учени, енциклопедисти, философи и обществени дейци. Те са изказали твърдения, които и до днес се приемат за основа на общественото познание. Пионер на просвещението е Шарл дьо Монтескьо, който в книгата си De l’esprit des lois (За духа на законите) разсъждава върху устройството на държавите и формите на управление. Франсоа Волтер става известен с Le Siècle de Louis XIV (Векът на Луи ХІV), но най-значимото му произведение е Dictionnaire philisophique (Философски речник). Той предпочита държава, начело с крал философ, с което теоретически аргументира просветения абсолютизъм. Жан-Жак Русо е най-радикален (схващан като баща на Френската революция). В Du contrat sociale (Обществения договор) той се обявява срещу социалното неравенство и потъпкването на личната свобода. Критиката му е насочена включително срещу абсолютната монархия на Луи ХV.
Най-значимият проект на Просвещението е създаването на първата в света енциклопедия, наричана просто Енциклопедията. Редактирана от Дени Дидро със съдействието на много от най-великите умове на епохата, тя е уникално произведение. Тя събира цялото познание на тогавашните хора за света и природата. Като се започва от 1751 г., са издадени 35 тома. Първият е представен официално в присъствието на краля, който решително го одобрява, но когато става ясно, че там се оспорват тезиси на църквата, той налага забрана върху Енциклопедията. Забраната обаче е само формална – енциклопедистите продължават издаването, тайно покровителствани от короната. Все пак правителството открива в текстовете на просветителите опасни идеи и си изгражда подозрително отношение. То се развива след смъртта на краля до началото на революцията.

## Външна политика и войни
При управлението на Луи ХV Франция отстъпва от водещите позиции, които е заемала при неговия предшественик. Тя става част от общата система на „баланс на силите“, равностойна с Великобритания, Австрия и Русия. Липсата на компетентно ръководство води до сериозни поражения. Прекратява се и териториалното разширение. Страната нееднократно сменя съюзниците си, но това само влошава положението. Все пак това е само крайният резултат. В края на 30-те години на XVIII век се отбелязват недвусмислени успехи и Франция „се радва на престиж, какъвто не е имала от ранните десетилетия на Луи ХІV“.

### Полското наследство
Когато Луи ХV официално поема короната през 1723 г., Франция е в приятелски отношения с Великобритания. Причината е в несигурното наследство и непредвидимото поведение на Испания. След като поема властта, Фльори запазва за известно време тази конфигурация. През 1733 г. обаче обстановката в Европа се изостря по въпроса за полското наследство. Франция без желание заема страната на единия кандидат – Станислав Лешчински, който е баща на кралицата. Другият – саксонският курфюрст Август ІІІ – е подкрепен от Австрия и Русия. Макар че печели симпатии заради това (Станислав се смята за символ на свободата, а Август – на чуждия диктат), Франция не е готова да воюва ефективно. Тя се ограничава с предпазливи акции край Рейн. Дипломатически обаче е много активна: успява да привлече Испания в т.нар. Pacte de famille (Семейния пакт), който се продължава почти през целия век, откъсва и Савоя от австрийското влияние. В крайна сметка Август е признат за полски крал, а австрийците изгубват Неапол и Сицилия, отнети от бурбонския принц дон Карлос.
Във Войната за полското наследство Франция за пореден път окупира херцогство Лотарингия, което представлява досаден анклав в територията ѝ. На мирните преговори във Виена през 1738 г. се договаря мащабна размяна на владения, която задоволява всички. Тъй като на предната година умира последният херцог на Тоскана от рода на Медичите, неговият трон е предложен на Франц Стефан от Лотарингия. Той е съпруг на австрийската престолонаследничка Мария Терезия, което означава, че в перспектива Тоскана ще стане част от Хабсбургските владения. В същото време Лотарингия е дадена на Станислав Лешчински и се очаква след време да премине към Франция. Така Фльори решава най-стария териториален проблем на страната, който още Луи ХІV се чуди как да разплете.

### Австрийското наследство
Съвсем скоро в Европа започва нова криза, свързана с наследството на Хабсбургската империя. Съгласно Виенския договор Франция е признала Прагматическата санкция – документът, с който император Карл VІ завещава всичко на първородната си дъщеря Мария-Терезия. Сега, когато той умира, Фльори обявява, че ще спази ангажиментите си. Това не му пречи да изпрати войски на помощ на неговия съюзник Бавария. Без официално да е обявила война, Франция участва в баварския поход към Виена и в последвалото окупиране на Чехия. Тя допринася също така за избирането на баварския курфюрст Карл Албрехт за император (с името Карл VІІ) през януари 1742 г. – първият представител на друг род освен Хабсбургите на този пост. Така започва Войната за австрийското наследство. Скоро французите са принудени да отстъпят обратно към родината си, давайки много жертви. Бавария е разгромена, а през 1745 г. Карл VІІ умира и цялата германска авантюра на Франция се проваля.
Това е времето, в което на сцената – като френски съюзник – излиза младият пруски крал Фридрих ІІ. Много скоро французите се убеждават, че на него не може да се разчита – през 1742 г. той коварно сключва сепаративен договор с Мария Терезия и тя вече може да обърне всичките си войски против Франция. Това отношение изиграва важна роля по-късно и спомага за френско-австрийското сближение.
След смъртта на предпазливия Фльори, Франция влиза официално във войната (1744) и тъй като кралят е поел сам властта, решава да придружи армиите си в Нидерландия. Именно тази австрийска територия става сега основен театър на войната. С важното си положение като буфер към Холандската република тя е постоянен обект на френската агресия. Англичани, холандци, австрийци и хановерци събират т.нар. Прагматическа армия, за да я защитават. Луи обаче разполага с блестящия маршал Морис дьо Сакс и може лично да види как съюзническата армия търпи пораженията при Фонтеноа (1745), при Року (1746) и при Лауфелд (1747). Във финалните акорди на конфликта французите навлизат в Зеландия, превземайки ключовата крепост Берген-оп-Зоом. Луи може да анексира цялата област, което дори прадядо му не е постигал. Неочаквано той се съгласява да я върне на австрийците без териториални корекции. По този начин Франция не получава нищо от Аахенския мирен договор (1748). На изумените си съветници той дава надменно обяснение: „Аз съм крал, а не търговец“. Недоволството все пак остава, то преминава и сред гражданите и се превръща в грандиозен провал на краля. За първи път Многообичаният Луи става обект на подигравки, а престижът му рязко спада. Понася се злобната шега Bête comme la paix (Глупав като мира).

### Дипломатическата революция
Спадът в популярността на Луи ХV го потиква към нестандартни решения. Макар че инициативата за сближение със стария враг Австрия не е негова (не е дори и френска), фактът, че той я приема, показва объркването сред управляващите слоеве. Всъщност австрийският канцлер Кауниц пръв осъзнава, че Прусия, а не Франция е вече главният враг на страната му. Французите също имат за какво да се реваншират на коварния пруски крал. Да се стигне до съюз между тези две държави е толкова невероятно, че историците са създали специално понятие – Révolution diplomatique. Същевременно Великобритания продължава да се стреми към война с Франция, за да довърши започнатото – отнемане на френските колонии и съсипването на страната като търговски съперник. За изпълнение на плановете си тя се обвързва с Прусия, която приема срещу сериозни субсидии да бъде континенталната ѝ шпага. Новият играч е Русия, която при царица Елисавета е враждебна на Прусия. Така се оформя непозната до този момент коалиция, известна като коалицията Кауниц.
Австрийският канцлер проучва настроенията сред френските управляващи още от 1749 г., но първите предложения не са посрещнати с разбиране от краля. Това, което му повлиява да промени позицията си, са съветите на Помпадур. Само че тук вече умната фаворитка се надценява – да се впусне в дебрите на международната политика не е като да ръководи съдбините на двора. Сакаш в нейна подкрепа идва повишената активност на английската дипломация и договорите с Русия (1755) и Прусия (1756). Опасявайки се, че това може да доведе до изолация на Франция, правителството приема австрийското предложение и в средата на 1756 г. подписва с Австрия отбранителен договор във Версай. Русия, притеснена от англо-пруското сближаване, рязко минава на тяхна страна. Двете източни сили са готови да нападнат Фридрих ІІ веднага, но Луи ги възпира – той не иска пълномащабна сухопътна война, защото в колониите вече се вихрят военни действия. Тогава Фридрих, подозирайки за готвената атака, напада пръв (август 1756). Започва Седемгодишната война и през май 1757 г., след подписването на втория договор от Версай (вече нападателен), коалицията Кауниц е завършена.

### Седемгодишната война
Това е авантюрата, която срива популярността на Луи ХV, отнема на Франция ключови колонии и показва, че управление на фаворитки и техните протежета не носи нищо добро. Изглежда, че правителството постъпва безотговорно с включването си във войната. Начело на армиите често се озовават некомпетентни лидери. И ако в началото, през 1756 г., Франция все още може да претендира за хегемон в Европа, в края, през 1763 г., тя вече е второразредна велика сила. „Авторитетът на Франция не е бил по-нисък от най-мрачните моменти на Стогодишната война“, твърди Р. Рейнър.
Това е войната, която ще покаже дали малката, но здрава пруска войска ще издържи на натиска на три мощни монархии. Фридрих ІІ разчита на бързина и максимална ефективност на кампаниите си и това се вижда още в началото. През ноември 1757 г. Франция получава жесток урок, когато прусаците разбиват армията ѝ при Росбах и унижават командващия маршал дьо Субиз. Ново поражение на следващата година при Крефелд допълва картината. Като капак на всичко се случва и морска катастрофа – битката в залива Киберон (1759). Дотам се стига след като новият силен министър Шоазьол предлага да се организира десант в Шотландия. Англичаните зорко следят френските приготовления и пресрещат флота, нанасяйки му пълно поражение. Това събитие оказва пагубно влияние върху отвъдморските владения на Франция – без господство по моретата тя не може да превозва нито войски, нито провизии. Не е случайно, че и войната в колониите завършва със сериозни английски успехи.
Още през същата година англичаните завземат Мартиника и Гваделупа и след тежка обсада превземат Квебек – първата френска крепост в Канада. Настъплението продължава с падането на Монреал през 1760, с което цяла Канада попада под английска власт. В Индия също настъпват тежки поражения – най-вече падането на главния френски пост Пондишери. И ако Луи ХV се е надявал, че в края на войната ще си върне всичко, както той постъпва с Нидерландия през 1748 г., остава излъган. Макар че така става с Пондишери, с френското влияние в Индия е свършено, а Канада е изгубена завинаги.
През 1761 г. Шоазьол поема прякото командване на армията и флота с амбицията да възстанови силата и престижа им, но се сблъсква с главния проблем на страната – недостига на пари. Опитът му да притисне парламентите и търговските камари в големите градове не носи успех. Междувременно в Германия пруската армия е почти унищожена в редица битки с руснаците и австрийците, същото се готви и за самата Прусия. Неочакваната смърт на Елисавета (1762) спасява Фридрих ІІ, тъй като наследникът ѝ Петър ІІІ е негов почитател. В крайна сметка въпреки съсипващите икономиката разходи, в Седемгодишната война Франция не постига главната си цел – да спре възхода на Прусия, а за сметка на това понася серия унизителни поражения. Иронично е, че унижението ѝ е подписано тъкмо в Париж на 10 февруари 1763 г. Договорът потвърждава загубата на Канада, както и на част от Луизиана (последната в полза на Испания), докато островите Гваделупа, Мартиника и Сейнт Лусия са ѝ възстановени.

### Присъединяване на Лотарингия и Корсика
В края на управлението на Луи ХV Лотарингия най-после става част от Франция. След смъртта на Станислав Лешчински през 1766 г., тъст на краля, тя става част от неговото наследство. Официално е присъединена през март същата година. Така се завършва дълъг процес, започнат още през Тридесетгодишната война. Лотарингия неведнъж е била окупирана като предпазна мярка, след това освобождавана, но така и не се появява повод за военното ѝ завладяване. Сега проблемът се решава по династичен път.
Въпросът за Корсика се поставя още в края на 30-те години на XVIII век, когато населението започва да се бунтува срещу властта на република Генуа. През 1755 г. водачът на бунта Паскуале Паоли обявява създаването на самостоятелна държава. Генуа няма сили да се справи с това и кани Луи ХV да потуши бунта. Армия от 27 000 души завзема пристанищата и основните пътища. През 1768 г. Генуа отстъпва острова на Франция, за да не попадне в английски ръце, а Паоли бяга в Лондон.

## Смърт
На 26 април 1774 г. при Луи XV се появяват първите симптоми на едра шарка. Той умира на 10 май 1774 г. в 15,30 ч. във Версай от сепсис, предизвикан от болестта, но и утежнен допълнително от получени усложнения на белите дробове. Той е първият Бурбон, чието сърце не е извадено и поставено в специална каса, каквато е традицията. С тайна церемония Луи е погребан в Сен Дени. Смъртта му е посрещната с безразличие от населението.
Тъй като синът му дофинът Луи е починал 9 години по-рано, той е наследен на трона от внука си Луи XVI. Последиците от лошото управление на държавните финанси и възмутителният личен живот на краля остават да тежат на неговия наследник.

## Потомци

### Законни наследници от кралица Мария Лешчинска
- Луиза-Елизабет (1727 – 1759)
- Ан-Анриет (1727 – 1752)
- Мари Луиз (1728 – 1733)
- Луи, дофин на Франция (1729-1765), който има следните деца, доживели зряла възраст и внуци на Луи ХV:
  - Луи XVI (1754 – 1793)
  - Луи XVIII (1755 – 1824)
  - Шарл X (1757 – 1836)
  - Клотилд Френска (1759 – 1802), кралица на Сардиния (1796 – 1802)
  - Елизабет Френска (1764 – 1794), убита по време на Революцията
- Филип-Луи (1730 – 1733)
- Мари-Аделаид (1732 – 1800)
- Виктоар Френска (1733 – 1799)
- Софи Френска (1734 – 1782)
- Тереза (1736 – 1744)
- Луиза Френска (1737 – 1787)

### Любовници и незаконни деца
Луи XV има много извънбрачни деца от многобройните си любовници. Спохождан от неприятни спомени, свързани с незаконните деца на прадядо му, той отказва да ги признае. Въпреки това се грижи за тяхното образование и им намира добро място в обществото, но никога не се среща с тях в двора. Единствените извънбрачни деца, които се съгласява да признае, са Шарл дьо Вентимил и абат дьо Бурбон.
Първите метреси на Луи XV са четирите сестри дьо Майи-Несл:
- Луиз-Жули дьо Майи-Несл – негова метреса от 1733 до 1739 г., сменена по-късно от сестра ѝ Полин и накрая изгонена от двора през 1742 г. по искане на другата нейна сестра Мари-Ан;
- Полин Фелисите дьо Майи-Несл, графиня дьо Вентимил; тя му ражда син:
  - Шарл дьо Вентимил (1741 – 1814), наричан още Луи или „половин Луи“, тъй като много приличал на Луи XV;
- Диан Аделаид дьо Майи-Несл;
- Мари-Ан дьо Майи-Несл, херцогиня дьо Шатору

Следващите му любовници са:
- Маркиза дьо Помпадур – метреса на краля от 1745 до 1751 г.;
- Графиня дю Бари
- Мари-Луиз О`Мърфи, с ирландско потекло; тя ражда на краля дъщеря:
  - Агата Луиза дьо Сен-Антоан дьо Сен-Андре;
- Франсоаз дьо Шалю, херцогиня на Нарбон-Лара; тя е майка на:
  - Филип, херцог на Нарбон-Лара
  - Луи, граф на Нарбон-Лара
- Маргьорит-Катрин Айно; тя ражда на краля дъщерите:
  - Агнес Луиз дьо Монтрьой
  - Ан Луиз дьо Ла Реал
- Люси-Мадлен д`Естен; тя ражда:
  - Агнес Люси Огюст
  - Афродит Люси Огюст
- Ан Купие дьо Роман, баронеса Майи-Кулонж, дъщеря на обикновен буржоа. Поддържа връзка с краля от 1754 до 1765 г. и ражда:
  - Луи Еме дьо Бурбон (1762 – 1787), станал абат, когото Луи XV официално признава
- Луиз-Жан Тирсьолин дьо Ла Колтри, наричана Мадам дьо Бонвал; тя ражда:
  - Беноа Луи Льо Дюк, абат.
- Ирен дю Бюисон дьо Лонпре; тя ражда:
  - Жули Фийьол, която се омъжва за брата на Маркиза дьо Помпадур
- Катрин Елеонор Бенар; тя е майка на:
  - Аделаид дьо Сен-Жермен
- Мари Терез Франсоаз Боасле; тя ражда:
  - Шарл Луи Каде дьо Гасикур

По такъв начин се знае за 13 извънбрачни деца на Луи XV. Без съмнение реалният брой е по-голям, но изследователите се сблъскват с трудности да определят точния брой на любовниците на краля и оттук да издирят всички негови незаконни потомци.